# NGC 440
NGC 440 è una galassia a spirale situata nella costellazione del Tucano.
Fu scoperta il 27 settembre 1834 da John Herschel.